# Oratoire Notre-Dame d'Aix-en-Provence
L'oratoire Notre-Dame d'Aix-en-Provence est un oratoire situé à l'entrée du Pont des Trois-Sautets à Aix-en-Provence. 

## Histoire
L'oratoire fait l'objet d'une inscription au titre des monuments historiques par arrêté du 22 juillet 1935.
Le monument a été détruit par un accident de la circulation en 2012. Il a été restauré et à nouveau élevé en 2021.

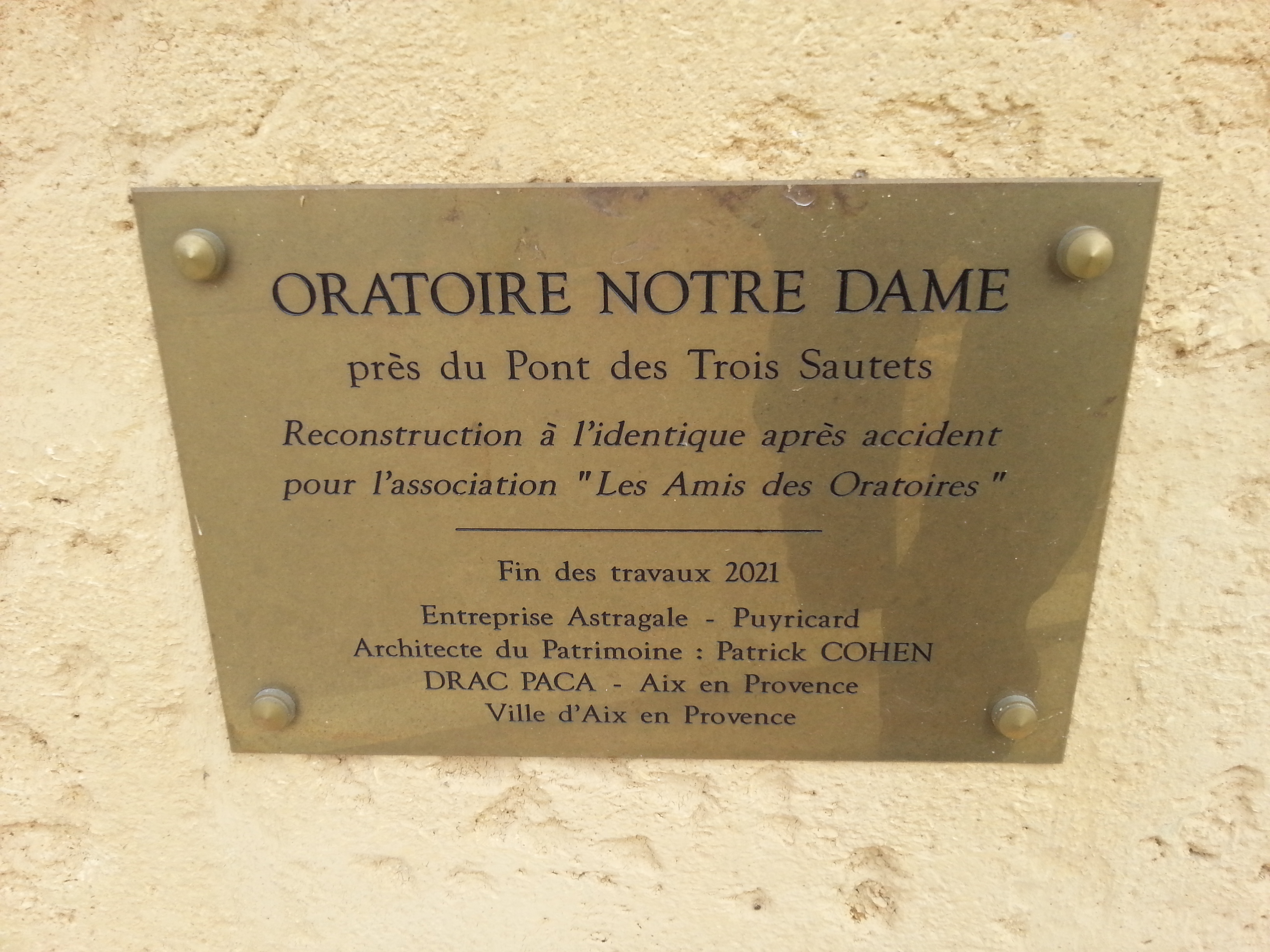
Plaque d'information sur le monument après restauration.